# The Incredibles (franquia)
The Incredibles é uma franquia de mídia americana criada pela Pixar Animation Studios. Brad Bird escreveu e dirigiu ambos os filmes, e Craig T. Nelson, Holly Hunter, Sarah Vowell e Samuel L. Jackson fazem parte do elenco. O primeiro filme, The Incredibles, foi lançado em novembro de 2004 e recebeu aclamação da crítica, ganhando o Oscar de Melhor Longa-Metragem. O segundo filme, Incredibles 2, foi lançado em junho de 2018, recebeu críticas positivas e estabeleceu o recorde de melhor final de semana de estreia de um filme de animação com US$ 183 milhões. A série arrecadou US$ 1,8 bilhões em todo o mundo.

## Filmes

### Os Incríveis(2004)
Uma família de super-heróis, ao tentar viver uma vida suburbana tranquila após os super-heróis serem considerados ilegais, é forçada a agir para salvar o mundo.

### Incríveis 2(2018)
Em um esforço para restabelecer a confiança do público em super-heróis, Helen (Mulher-Elástica) é escolhida por uma corporação de telecomunicações para realizar um golpe de publicidade enquanto seu marido Bob (Sr. Incrível) é deixado para cuidar de seus filhos, Violet, Dash e Jack. Jack.

### Futuros filmes
Após o lançamento de Incredibles 2, o diretor Brad Bird reconheceu que o cronograma de produção truncado do filme resultou em muitos enredos e ideias que ele teve para o filme ser cortado da versão final. Ele citou a decisão da Pixar em outubro de 2016 de trocar as datas de lançamento de Toy Story 4 e Incredibles 2, o que significa que o filme de Bird perdeu um ano inteiro de produção. Bird afirmou que as tramas prolongadas poderiam levar a uma terceira parcela, assim como fizeram com a segunda. "Havia muitas ideias que tivemos sobre este filme que poderiam ser usadas [...] seja outro filme dos Incríveis, ou qualquer outra coisa."  Membros do elenco, incluindo Samuel L. Jackson e Sophia Bush, expressaram interesse em reprisar seus papéis. "Eu nunca descartaria isso", disse o produtor John Walker, de um potencial terceiro filme. "E se o passado for prólogo, serão mais 14 anos - e muitas pessoas provavelmente precisarão de oxigênio para fazer um terceiro." 

## Curtas-metragens

### O Ataque do Zezé(2005)
Um curta-metragem foi lançado em 15 de março de 2005 no lançamento do DVD do primeiro filme, intitulado O Ataque do Zezé. Bird voltou a escrever e dirigir o curta-metragem. Foi originalmente concebido para fazer parte do primeiro filme, mas decidiu descará-lo. O curta acontece durante os eventos do primeiro filme e segue Karen enquanto ela cuida de Zezé enquanto descobre seus superpoderes recém-despertos no processo.

### Mr. Incredible and Pals(2005)
Outro curta-metragem intitulado Mr. Incredible and Pals também foi incluído no lançamento do DVD do primeiro filme. O curta é apresentado como um episódio de uma série animada dos anos 60, que é animada no estilo de Syncro-Vox (uma técnica de animação usada pela Clutch Cargo ). Segue o Sr. Incrível, Frozone, e a tentativa do seu colega de coelho, o Sr. Skipperdoo, de impedir que uma ponte seja destruída. Craig T. Nelson e Samuel L. Jackson aparecem no personagem como Mr. Incredible e Frozone, respectivamente.

### Tia Edna(2018)
Um curta-metragem intitulado Tia Edna foi lançado em 23 de outubro de 2018, incluindo o lançamento digital do Os Incríveis 2 e em 6 de novembro de 2018 com o lançamento do DVD e do Blu-ray do filme. De maneira semelhante ao Ataque do Zezé, o curta segue Edna durante os eventos de Incríveis 2 enquanto ela cuida de Zezé enquanto enfrenta seus poderes recém-descobertos.

## Videojogos

### Os Incríveis(2004)
Um videojogo desenvolvido pela Heavy Iron Studios e publicado pela THQ com base no filme de 2004 foi lançado em 31 de outubro de 2004 para PlayStation 2, celular, Microsoft Windows, Mac OS X, Game Boy Advance, GameCube e Xbox .

### Os Incríveis: Rise of the Underminer(2005)
Um videojogo apresentado como uma continuação direta de Os Incríveis (até Incredibles 2 tornarem-no não-canônico), lançado em 24 de outubro de 2005 para PlayStation 2, Microsoft Windows, Mac OS X, Game Boy Advance, GameCube e Xbox, mais uma vez desenvolvido pela Heavy Iron Studios e publicado pela THQ. O jogo ocorre após os eventos do filme e segue o Sr. Incrível e Frozone como eles enfrentam o Underminer enquanto ele prepara seu ataque na superfície da Terra.

### Lego Os Incríveis(2018)
Uma adaptação de videogames da Lego baseada nos eventos dos dois primeiros filmes foi desenvolvida pela TT Fusion e lançada pela Warner Bros. Interactive Entertainment em 15 de junho de 2018 para Nintendo Switch, Xbox One e PlayStation 4, coincidindo com o lançamento do Incredibles 2 .

### Outros videojogos
Os Incríveis fizeram aparições em outros videojogos relacionados à Disney, incluindo The Incredibles: When Danger Calls, um jogo para PC com vários minijogos lançados em 2004. Eles também apareceram em todos os três jogos do Disney Infinity em que personagens dos filmes aparecem como personagens jogáveis, com o primeiro jogo apresentando um conjunto de jogos baseado na franquia, e Kinect Rush: Uma aventura Disney-Pixar para Xbox 360, Xbox One e Windows 10, que inclui missões de vários filmes da Pixar, incluindo The Incredibles .

## Produção

### Produção para o primeiro filme
Os Incríveis como um conceito remonta a 1993, quando Bird desenhou a família durante um período em que ele tentou invadir o cinema. Questões pessoais haviam se infiltrado na história enquanto elas pesavam sobre ele na vida. Durante esse período, Bird assinou um contrato de produção com a Warner Bros. Animação e estava no processo de dirigir seu primeiro longa, The Iron Giant . Aproximando-se da meia-idade e tendo altas aspirações por seu cinema, Bird ponderou os seus objetivos de carreira seriam atingíveis apenas ao preço de sua vida familiar. Ele afirmou: "Conscientemente, este foi apenas um filme engraçado sobre super-heróis. Mas eu acho que o que estava acontecendo na minha vida definitivamente foi filtrado para o filme. "  Após o fracasso nas bilheterias de The Iron Giant, Bird gravitou em direção à sua história de super-heróis.

Ele imaginou isso como uma homenagem aos gibis e filmes de espionagem dos anos 1960 de sua infância e ele inicialmente tentou desenvolvê-lo como uma animação 2D cel . Quando O Gigante de Ferro se tornou uma bomba nas bilheterias, ele se reconectou com o velho amigo John Lasseter na Pixar em março de 2000 e lançou sua ideia de história para ele. Bird e Lasseter se conheceram nos anos de faculdade na CalArts na década de 1970. Lasseter foi vendido com a ideia e convenceu Bird a ir para a Pixar, onde o filme seria feito em animação por computador . O estúdio anunciou um contrato multi-filme com Bird em 4 de maio de 2000, quebrando o molde da Pixar de ter diretores que tinham subido nas fileiras. The Incredibles foi escrito e dirigido exclusivamente por Brad Bird, um afastamento das produções anteriores da Pixar, que normalmente tinham dois ou três diretores e tantos roteiristas. Além disso, seria o primeiro filme da empresa em que todos os personagens são humanos.

"O pai é sempre esperado na família para ser forte, então eu o fiz forte. As mães são sempre puxadas em um milhão de direções diferentes, então eu a faço alongar-se como careta. Adolescentes, particularmente as adolescentes, são inseguras e defensivas, então eu a fiz ficar invisível e o poder de criar escudos. E garotos de dez anos são bolas de energia hiperativas. Bebês são potenciais não realizados."

– Brad Bird, writer and director of The Incredibles.

### Produção para o segundo filme
Após o primeiro filme, Brad Bird dirigiu seu próximo filme para a Pixar, Ratatouille, que foi lançado em junho de 2007. Perto de sua estréia, Bird disse que estava aberto a uma ideia de uma continuação de Os Incríveis, mas somente se pudesse ser ainda melhor do que o original. Ele declarou: "Eu tenho peças que acho boas, mas não as tenho todas juntas".
Em uma entrevista de maio de 2013, Bird reiterou seu interesse em uma sequência: "Tenho pensado nisso. As pessoas pensam que eu não fui, mas eu tenho - porque eu amo esses personagens e amo esse mundo ". Ele acrescentou: "Estou acariciando meu queixo e coçando a cabeça. Eu tenho muitos, muitos elementos que acho que funcionariam muito bem em outro filme dos Incríveis, e se eu conseguir que eles cliquem todos juntos, eu provavelmente gostaria de fazer isso. "  Ao divulgar o primeiro filme, Bird já conceitualizara a eventual abordagem em que Bob e Helen trocariam de papéis, e Jack-Jack desenvolveria múltiplos poderes, ainda conhecidos pela família.
A Pixar anunciou em novembro de 2016 que tanto Holly Hunter quanto Samuel L. Jackson retornariam para reprisar seus papéis, e na D23 Expo de julho de 2017 que tanto Craig T. Nelson quanto Sarah Vowell também voltariam com eles. Spencer Fox, a voz original de Dashiell "Dash" Parr, foi substituída na sequência pelo novato Huck Milner. Também em julho, Brad Bird e John Ratzenberger foram confirmados como reprisando seus personagens do primeiro filme.
Em novembro de 2017, a Pixar anunciou que Bob Odenkirk e Catherine Keener assinaram com o elenco, mas não revelaram seus papéis como novos personagens Winston e Evelyn Deavor até uma data posterior.     Em janeiro de 2018, foi anunciado que Sophia Bush e Isabella Rossellini dariam voz aos novos personagens Voyd e The Ambassador, enquanto Jonathan Banks dublaria Rick Dicker, depois que o ator original do personagem, Bud Luckey, se aposentou em 2014; após sua morte em 2018, o filme foi dedicado à memória de Luckey.

## Preocupações com a saúde
Muitos defensores da deficiência, incluindo a Epilepsy Foundation, levantaram preocupações de que as cenas em Incríveis 2 com luzes piscando, particularmente a cena da luta da Mulher-Elástica com o Hipnotizador podem provocar convulsões em telespectadores afetados pela epilepsia fotossensível. Por causa disso, vários cinemas publicaram avisos para o público com essa condição. A Disney divulgou um comunicado ao USA Today afirmando que apreciou os esforços que os cinemas já haviam feito ao fazer cartazes alertando as pessoas que assistiam ao filme. Eles então aconselharam os cinemas a alertar o público sobre a cena em uma placa que dizia: "O Incredibles 2 contém uma sequência de luzes piscantes, que podem afetar clientes suscetíveis à epilepsia fotossensível ou outras fotossensibilidades".

## Equipe técnica
| Filme        | Diretor   | Escritor  | Produtor(es)                       | Produtor Executivo | Compositor        | Editor           | Cinematográfica                         |
| ------------ | --------- | --------- | ---------------------------------- | ------------------ | ----------------- | ---------------- | --------------------------------------- |
| Os Incríveis | Brad Bird | Brad Bird | John Walker                        | John Lasseter      | Michael Giacchino | Stephen Schaffer | Patrick Lin Janet Lucroy Andrew Jimenez |
| Incríveis 2  | Brad Bird | Brad Bird | John Walker Nicole Paradis Grindle | John Lasseter      | Michael Giacchino | Stephen Schaffer | Erik Smitt Mahyar Abousaeedi            |

## Recepção

### Bilheteria
| Filme        | Data de lançamento    | Bilheteria bruta | Bilheteria bruta   | Bilheteria bruta  | Despesas        | Ref    |
| Filme        | Data de lançamento    | América do Norte | Outros territórios | No mundo todo     | Despesas        | Ref    |
| ------------ | --------------------- | ---------------- | ------------------ | ----------------- | --------------- | ------ |
| Os Incríveis | 5 de novembro de 2004 | US$ 261.441.092  | US$ 371.578.642    | US$ 633.019.734   | US$ 92 milhões  | [ 22 ] |
| Incríveis 2  | 15 de junho de 2018   | US$ 608.581.744  | US$ 634.204.270    | US$ 1,242,786,014 | US$ 200 milhões | [ 23 ] |
| Total        | Total                 | US$ 870.022.836  | US$ 1.005.782.912  | US$ 1,875,805,748 | US$ 292 milhões | [ 24 ] |

### Resposta crítica
| Filme        | Tomates podres     | Metacrítico      | CinemaScore |
| ------------ | ------------------ | ---------------- | ----------- |
| Os Incríveis | 97% (242 críticos) | 90 (41 críticos) | A +         |
| Incríveis 2  | 94% (350 críticos) | 80 (51 críticos) | A +         |